# 释增勤
释增勤（1962年—），男，汉族，甘肃华亭人，中国汉传佛教僧人，现任中国佛教协会副会长、西安市佛教协会会长、西安大慈恩寺方丈，曾任陕西省佛教协会第七、八届理事会会长。